# Agout

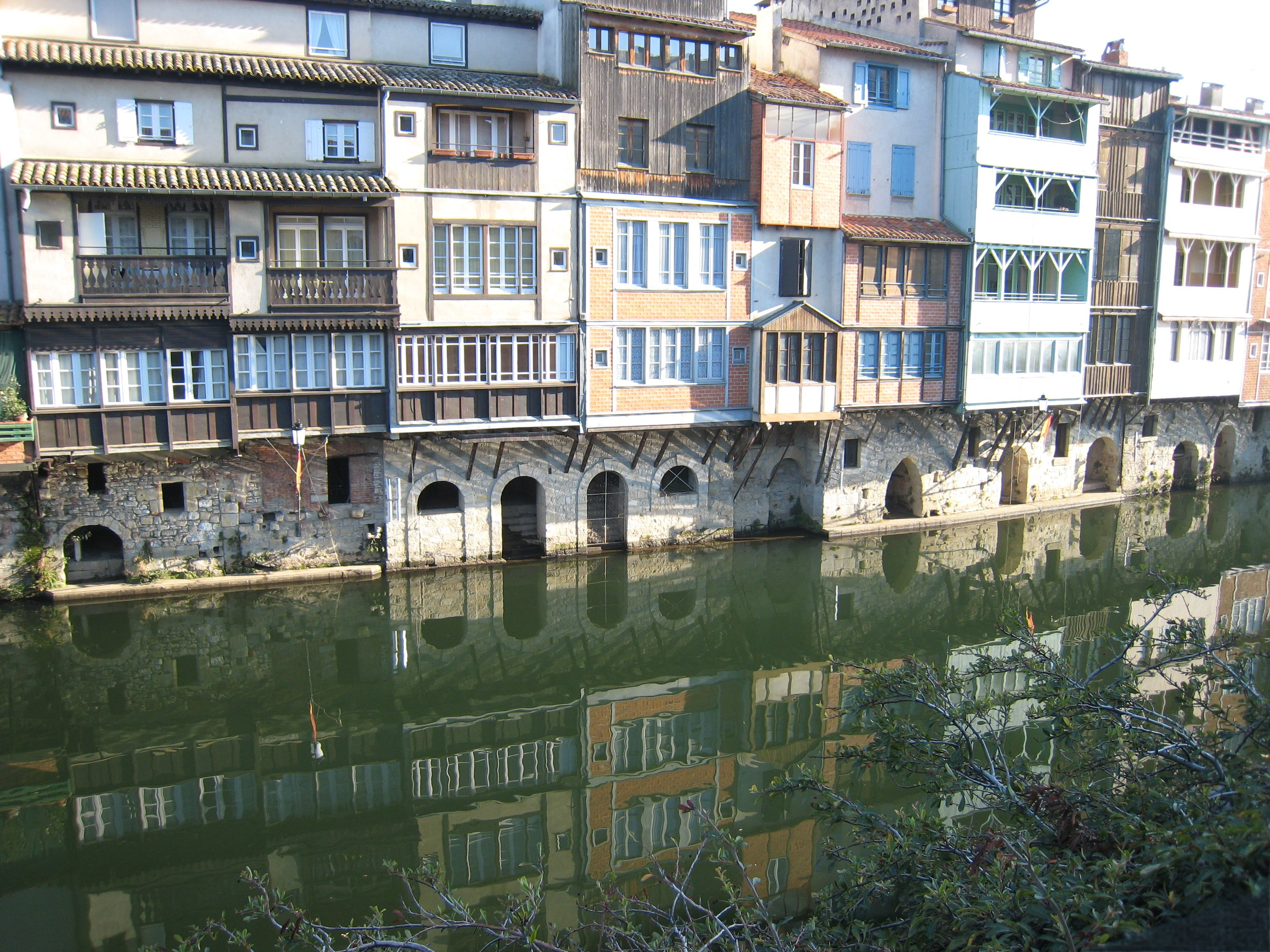
Castres - Cases a la riba de l'Agout

L'Agot (en francès Agout) és un riu occità, situat al Llenguadoc. És un important afluent del riu Tarn i, per tant, un subafluent de la Garona.

## Geografia
Té la font a 1.110 metres d'altitud, al costat d'una granja anomenada del Rec d'Agot al Parc natural regional de l'Alt Llenguadoc, molt a prop del cim de L'Espinosa a les muntanyes de Caroux-Espinouse, al departament de l'Erau i desemboca al riu Tarn al municipi de Saint-Sulpice al departament del mateix nom.
La llargada del curs d'aigua és de 194 km.
La superfície de la conca és de 3 528 km² i té 200 000 habitants.

## Afluents principals
- La Vèbre
- El Gijou
- La Durenque
- El Thoré
- El Sor
- Le Dadou

## Hidrologia
Té un règim pluvionival mediterrani i oceànic. El cabal mitjà és de 41 m³/s a Lavaur i de 55 m³/s a la desembocadura amb el Tarn.

## Localitats importants que travessa

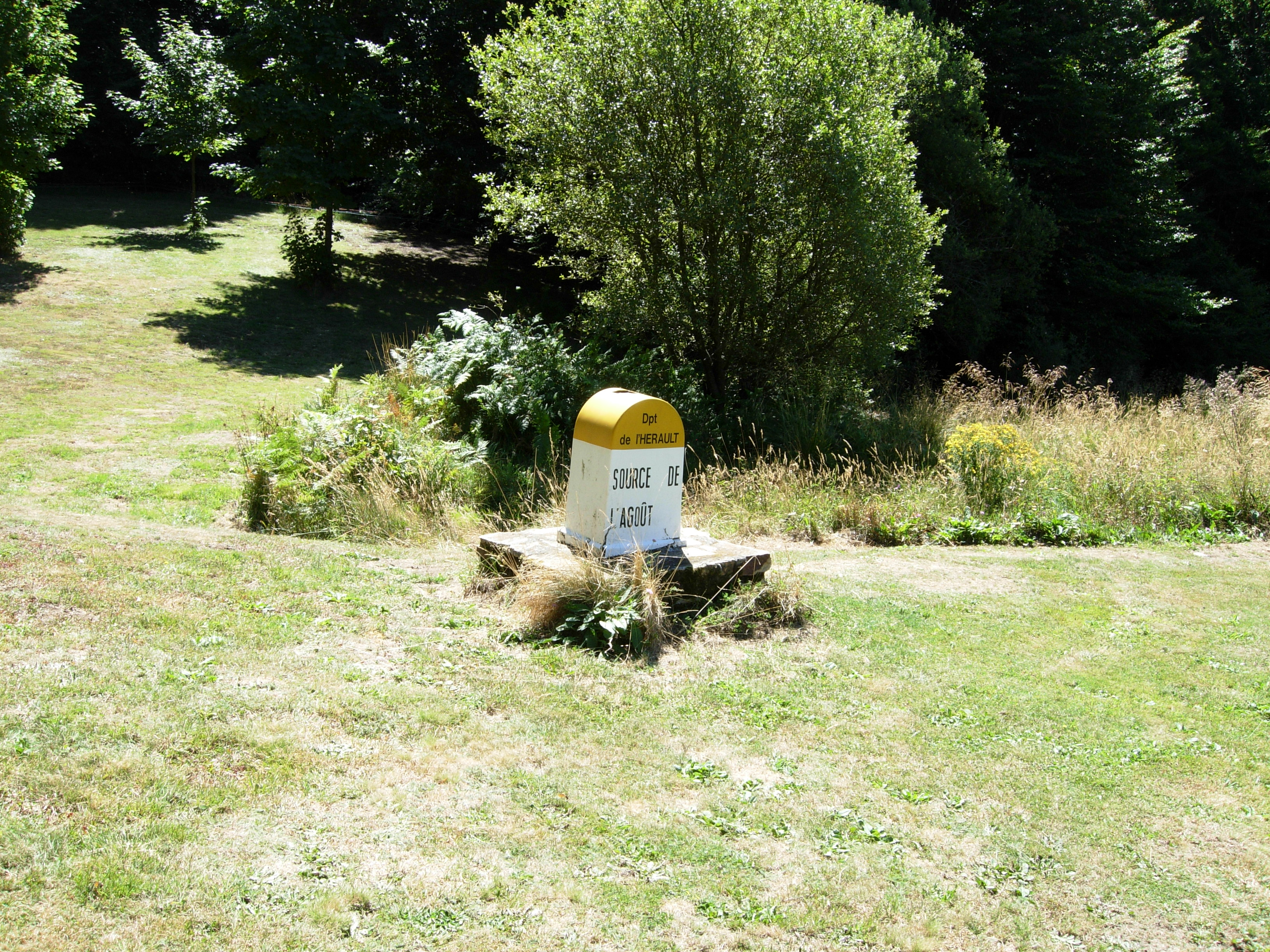
Font a Cambon-et-Salvergues

- Erau : Cambon-et-Salvergues, Fraisse-sur-Agout, La Salvetat-sur-Agout
- Tarn : Brassac, Castres, Lavaur, Saint-Sulpice

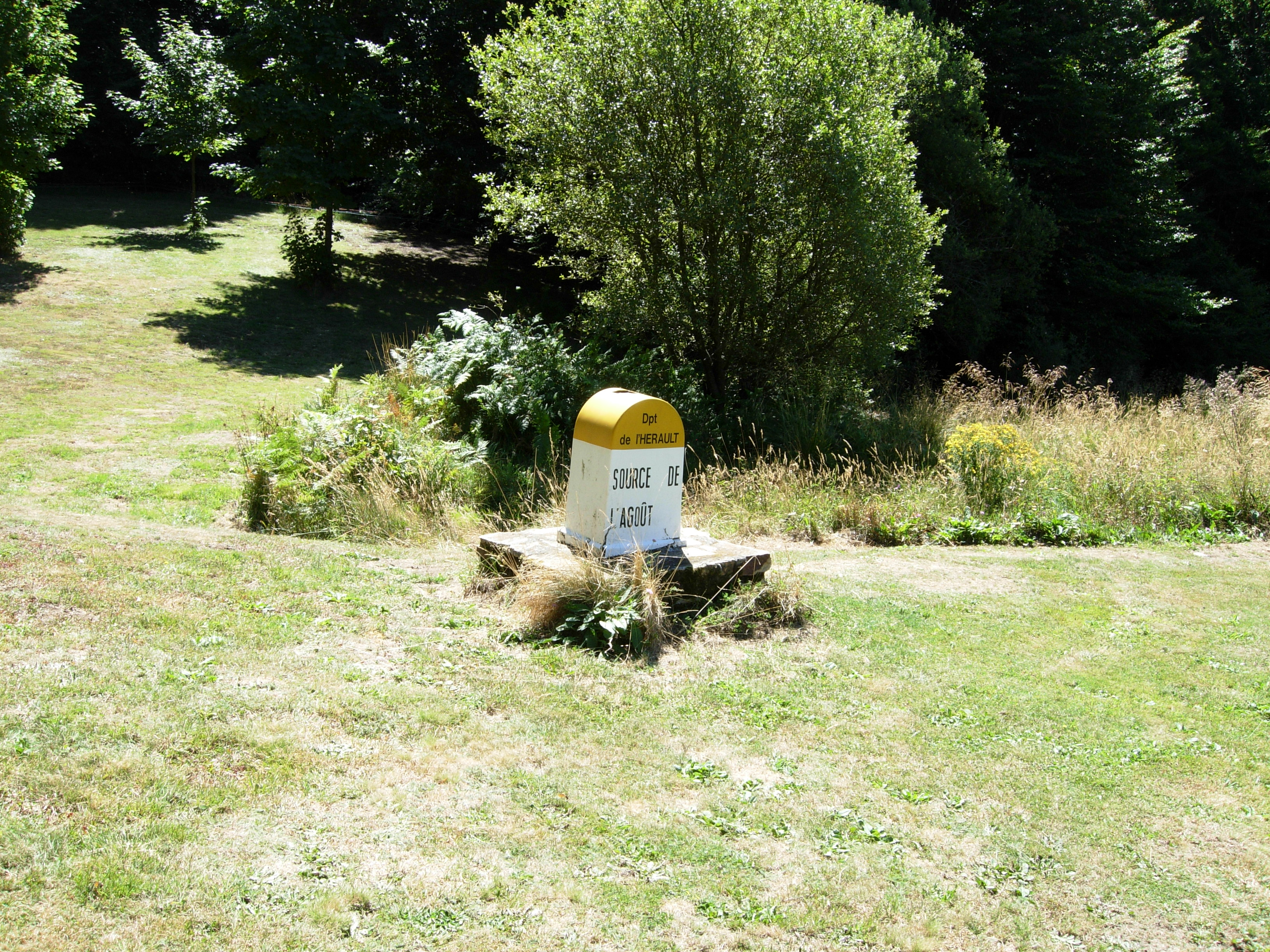
Cambon-et-Salvergues
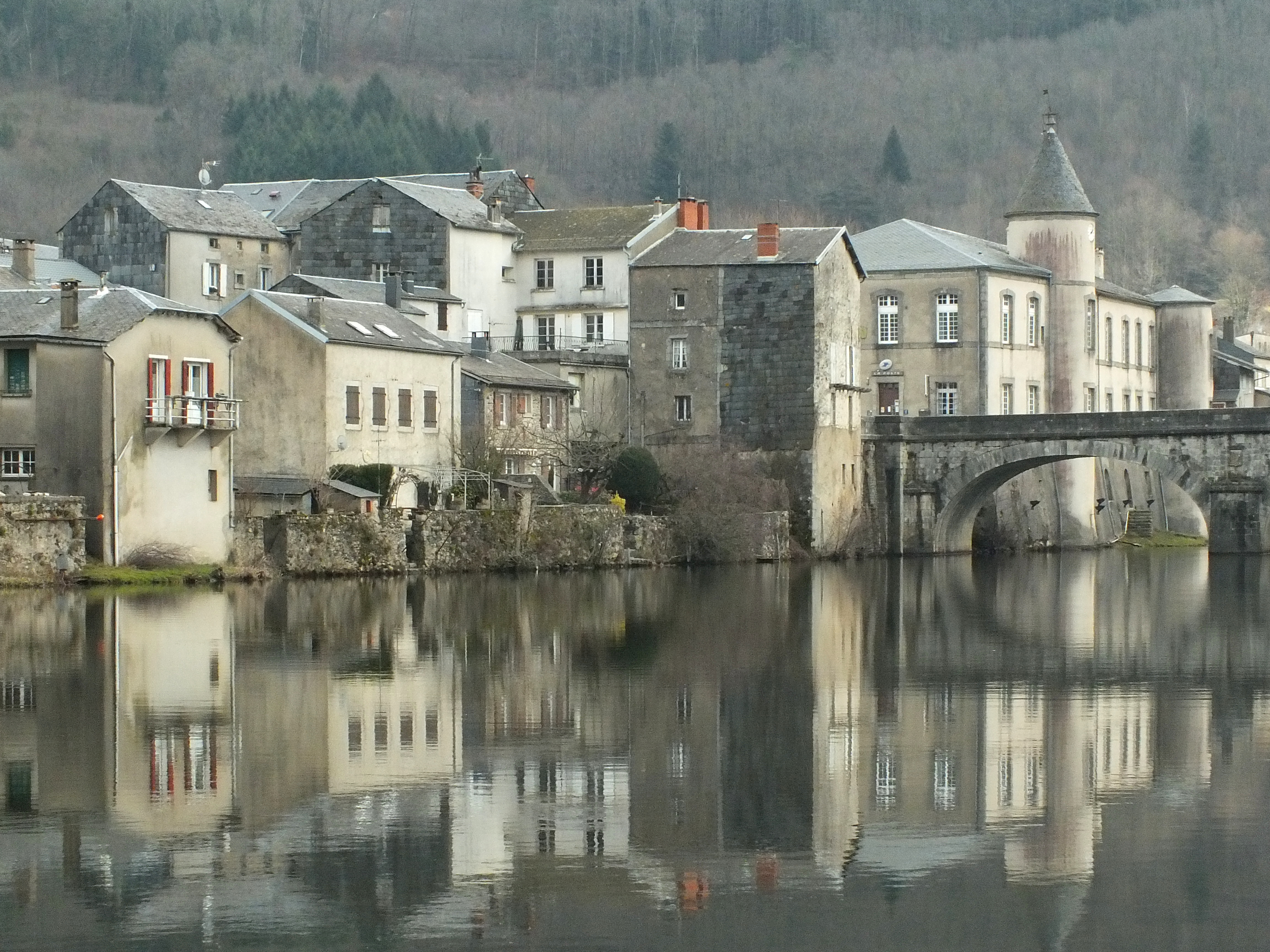
Brassac
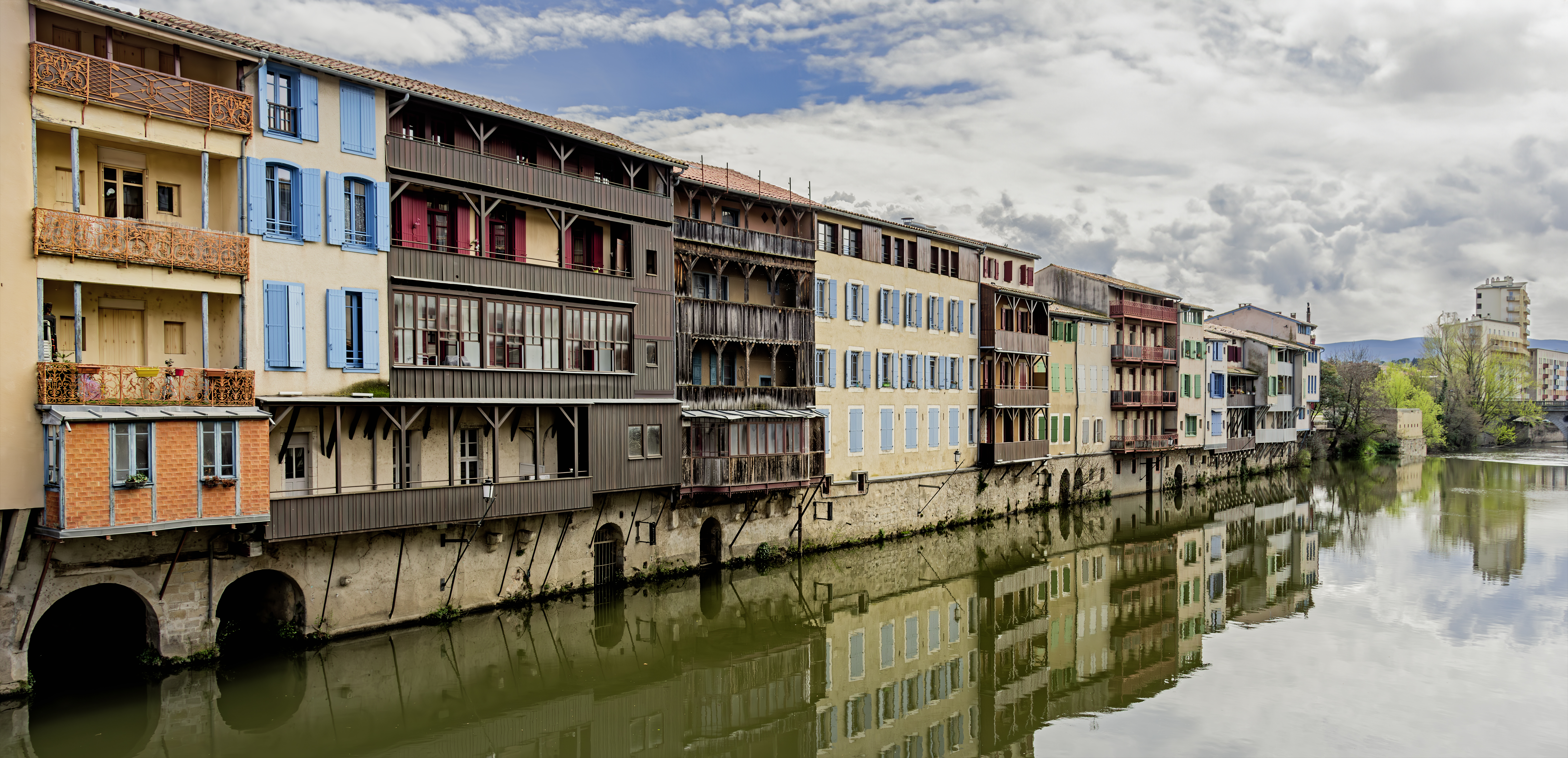
Castres
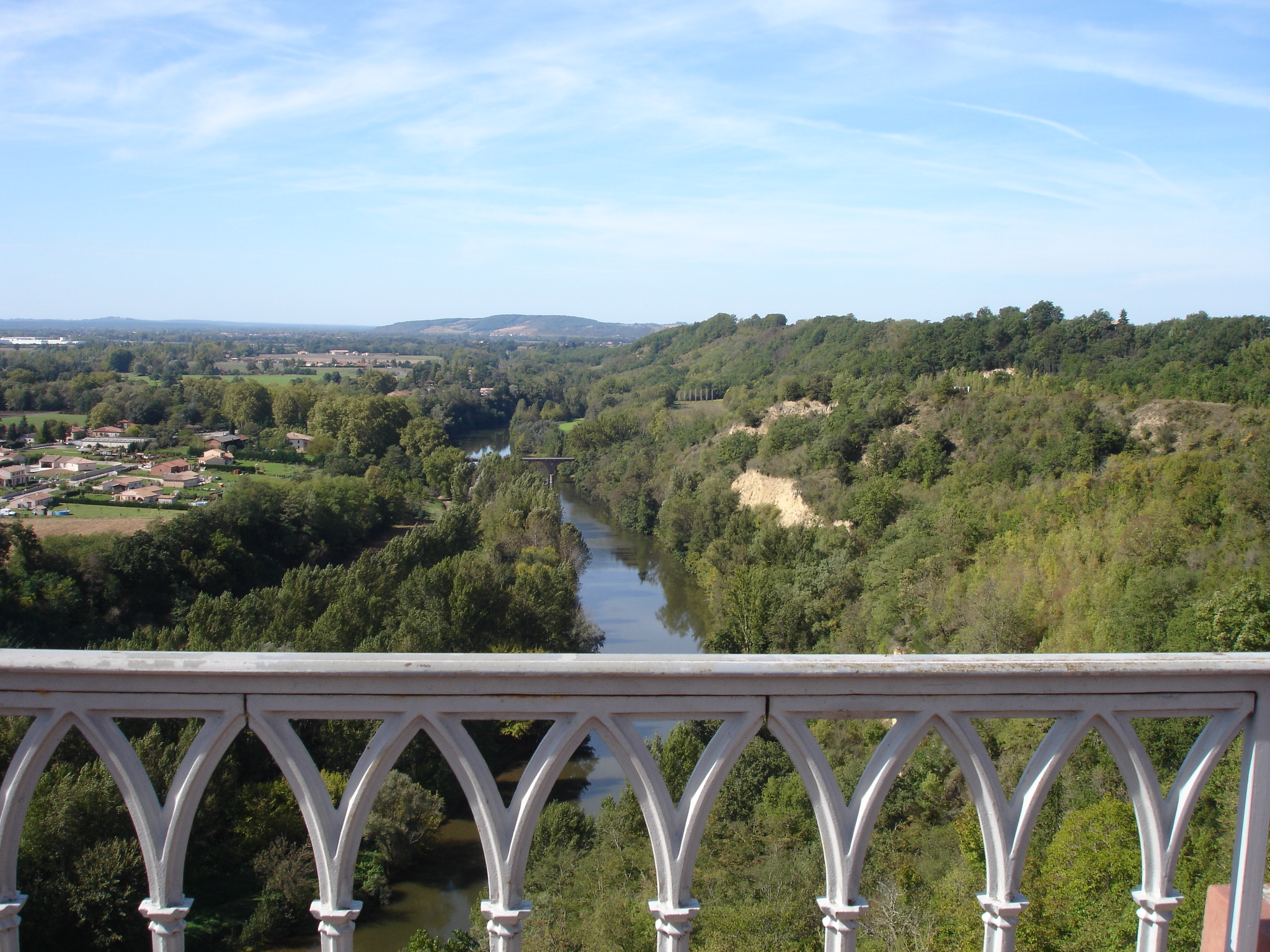
Giroussens
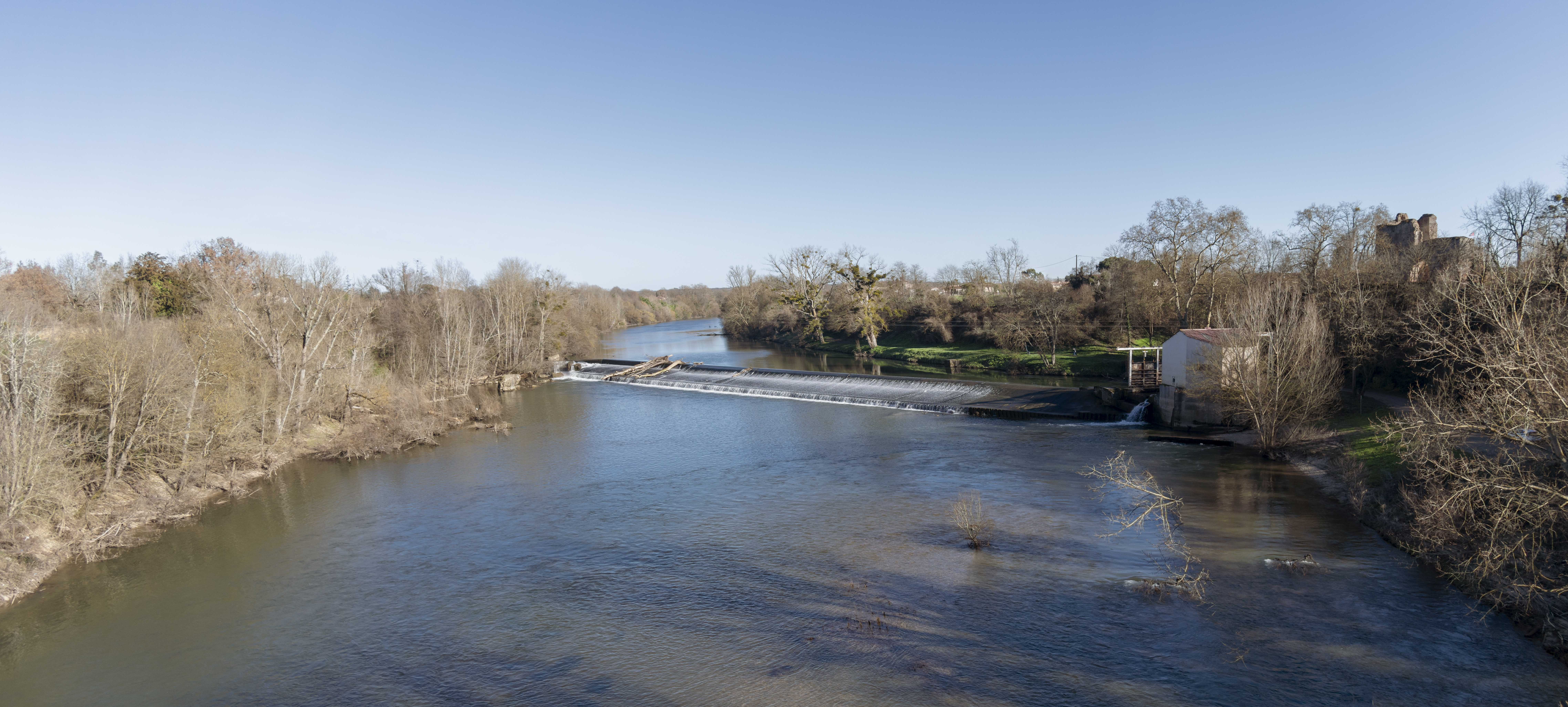
Saint-Sulpice-la-Pointe

## Remarques
Després de passar al Tarn, i més tard a la Garona, les aigües de l'Agout desemboquen a l'Atlàntic, de la mateixa manera que l'Arieja i l'Ólt. A 17 km al sud-est de la font de l'Agout hi ha la font del Jaur, un riu que desemboca al Mediterrani. Així doncs, el seu naixement és a una zona de partió d'aigües, entre les conques mediterrànies i atlàntiques.